# سید مرتضی حسینی (سیاستمدار میانه‌ای)
سید مرتضی حسینی سیاستمدار ایرانی است که موفق شد در انتخابات میان‌دوره‌ای دوره یازدهم مجلس شورای اسلامی که در تاریخ ۲۸ خرداد ۱۴۰۰ برگزار شد با کسب ۱۲ هزار و ۲۹ رای از حوزه انتخابیه میانه در استان آذربایجان‌شرقی انتخاب گردد و به مجلس راه یابد.